# Stazione meteorologica di Taranto
La stazione meteorologica di Taranto è la stazione meteorologica relativa alla città di Taranto.

## Storia
L'osservatorio iniziò la sua attività in data 1º aprile 1866 presso quella che era la locale sede della Capitaneria di Porto, con funzioni di assistenza alla navigazione marittima; le osservazioni, le rilevazione e l'archiviazione dei dati meteorologici ebbero inizio invece nel 1878 con l'entrata in funzione di una stazione termopluviometrica facente capo al locale servizio idrologico.
Dopo una temporanea chiusura avvenuta nel 1884, la stazione meteorologica riprese a funzionare a pieno regime nel 1891, anno in cui ebbe inizio la direzione di Luigi Ferrajolo, studioso locale a cui è dedicato l'osservatorio meteorologico e geofisico di Taranto.
Nel 1900 la stazione riprese le funzioni di assistenza alla navigazione marittima, grazie anche al riconoscimento ottenuto dal ministero competente; nel 1905 la sede dell'osservatorio fu spostata presso il Palazzo degli Uffici lungo Corso Umberto, ove nel 1908 si aggiunse anche l'osservatorio geofisico che entrò a far parte della rete nazionale.
In data 1º ottobre 1913 l'osservatorio meteorologico iniziò a svolgere anche le funzioni di assistenza alla navigazione aerea, divenendo un punto di riferimento fondamentale per tutti i velivoli che sorvolavano la zona.
Il 15 febbraio 1934 la stazione meteorologica entrò a far parte della rete di stazioni del Servizio Meteorologico dell'Aeronautica Militare, rimanendovi fino al 1963, anno in cui l'osservatorio divenne definitivamente uno dei punti di riferimento per il servizio idrologico territoriale.

## Caratteristiche
La stazione meteorologica si trova nell'Italia meridionale, in Puglia, nel comune di Taranto, a 3 metri s.l.m. e alle coordinate geografiche 40°27′N 17°18′E

## Dati climatologici
In base alle medie di riferimento trentennale (1961-1990), la temperatura media del mese più freddo, gennaio, si attesta attorno ai +9 °C, mentre quella dei mesi più caldi, luglio e agosto, si aggira sui +25,5 °C. Le precipitazioni medie annue, piuttosto scarse, fanno registrare un valore appena superiore ai 400 mm, con un marcato minimo estivo ed un moderato picco autunnale .
| Taranto             | Mesi | Mesi | Mesi | Mesi | Mesi | Mesi | Mesi | Mesi | Mesi | Mesi | Mesi | Mesi | Stagioni | Stagioni | Stagioni | Stagioni | Anno  |
| Taranto             | Gen  | Feb  | Mar  | Apr  | Mag  | Giu  | Lug  | Ago  | Set  | Ott  | Nov  | Dic  | Inv      | Pri      | Est      | Aut      | Anno  |
| ------------------- | ---- | ---- | ---- | ---- | ---- | ---- | ---- | ---- | ---- | ---- | ---- | ---- | -------- | -------- | -------- | -------- | ----- |
| T. max. media (°C)  | 12,2 | 12,9 | 15,0 | 17,9 | 22,2 | 26,9 | 29,9 | 29,8 | 26,8 | 21,9 | 17,2 | 13,8 | 13,0     | 18,4     | 28,9     | 22,0     | 20,5  |
| T. min. media (°C)  | 6,0  | 6,1  | 7,4  | 10,1 | 14,0 | 18,0 | 20,8 | 20,9 | 18,0 | 14,2 | 10,2 | 7,1  | 6,4      | 10,5     | 19,9     | 14,1     | 12,7  |
| Precipitazioni (mm) | 43,0 | 43,0 | 42,0 | 27,5 | 22,0 | 13,5 | 11,0 | 17,0 | 24,5 | 61,0 | 52,5 | 59,5 | 145,5    | 91,5     | 41,5     | 138,0    | 416,5 |
| Giorni di pioggia   | 6    | 6    | 5    | 5    | 4    | 2    | 2    | 3    | 3    | 7    | 6    | 7    | 19       | 14       | 7        | 16       | 56    |